# Антонио Лоти
Антонио Лоти (итал. Antonio Lotti, Венеција 5. јануар 1667 — 5. јануар 1740) је био италијански барокни композитор.

## Биографија
Лоти је рођен у Венецији, а његов отац Матео је у то време радио у Хановеру као капелмајстор. Године 1682. Лоти је започео студије заједно са Лодовиком Фугом и Ђованијем Легрензијем који су били упошљени у катедрали Свети Марко у Венецији. Лоти је започео каријеру у катердали Свети Марко најпре као алт певач (контраалт глас) од 1689, затим као асистент другог органисте, затим као други органиста (од 1692), затим од 1704. први органиста и коначно од 1736. као maestro di cappella и то је позиција коју је задржао до своје смрти. Такође је писао музику и поучавао у Седишту академије уметности у Венецији. Године 1717. је отишао у Дрезден, где је написао своје бројне опере укључујући Giove in Argo, Teofane и Li quattro elementi за које је сва либрета писао Антонио Марија Лучини. Вратио се у Венецију 1719. године и остао тамо до своје смрти, 1740.
Био је ожењен познатом оперском певачицом, сопранисткињом Санта Стелом.

## Дела
Лоти је писао различите музичке форме, стварајући мисе, кантате, мадригале, око тридесет опера, као и инструменталну музику. Његова духовна хорска дела су често без инструменталне пратње. Лотијев опус чини прелаз између установљеног барока и наступајућег класицизма. За Лотија се сматра да је утицао на Јохана Себастијана Баха, Георга Фридриха Хендла и Јохана Дисмаса Зеленку који су сви копирали познату Лотијеву мису Missa Sapientiae.
Лоти је дао значајан допринос и у образовању. Његови ученици су касније постали познати композитори Доменико Алберти, Бенедето Марчело, Балдасаре Галупи, Ђузепе Саратели и Јохан Дисмас Зеленка.
Једна од његових најпознатијих композиција је осмо гласни Crucifixus којом је хтео да наруши правила конвенционалне хармоније (неприпремљене дисонанце, тритони и слично), тако да се може назвати првим „атоналним“ музичким делом.

## Медиа
- Lotti's Gaude Maria performed by Ars Poliphonica (live video) на веб-сајту